# Юлыгин, Владимир Михайлович
Влади́мир Миха́йлович Юлы́гин (18 января 1936, Сталиногорск, Тульская область, СССР — 26 апреля 2016, Москва, Россия) — советский футболист, выступавший на позиции полузащитника, советский и российский футбольный тренер. Мастер спорта СССР, заслуженный тренер РСФСР (1991).

## Карьера

### Игровая карьера
Начинал играть в футбол в родном Сталиногорске (ныне Новомосковск). В 1955 году призван в армию. Проведя 2 матча за севастопольский «Дом офицеров флота», был переведён в дубль ЦСКА, но на сборах сломал ногу и был вынужден пропустить два года. В дальнейшем выступал за различные команды на уровне первой и второй лиги чемпионата СССР, в том числе одесский «Черноморец» и днепропетровский «Днепр». В 1961 году в составе «Черноморца» Юлыгин стал победителем украинской зоны класса «Б». Завершил карьеру игрока в 1965 году в возрасте 29 лет.

### Карьера тренера
В ходе сезона 1965 года стал руководителем тренерского совета, сформированного из игроков «Таврии», так как должность старшего тренера команды была вакантной, в этом сезоне команда выиграла зональный турнир класса «Б». Официально начал тренерскую карьеру в 1966 году во владимирском «Тракторе». В 1967 году в течение полугода возглавлял «Таврию», затем ещё дважды возвращался во владимирский клуб и дважды тренировал команду из Ашхабада, также тренировал костромской «Спартак» и «Волгарь» из Астрахани.
Помимо работы главным тренером, также входил в тренерские штабы московских «Локомотива» и «Асмарала», работал тренером в московской Футбольной школе молодёжи (ФШМ). В 1991 году получил звание заслуженного тренера РСФСР.
В 1993—1994 годах возглавлял клуб «Компакт» (Димитровград), выступавший в третьем дивизионе Болгарии, и вывел команду во второй дивизион.
В июне 1994 года вернулся в Россию и был назначен главным тренером клуба высшей лиги — «Динамо» (Ставрополь), однако уже через три месяца подал в отставку, а клуб, испытывавший финансовые проблемы, по итогам сезона вылетел из высшей лиги.
В дальнейшем тренировал клубы второго дивизиона России. С середины 2000-х годов отошёл от руководящей тренерской работы и работал на консультативных должностях. Последним клубом для Юлыгина был казанский «Рубин», где он входил в тренерский штаб Курбана Бердыева.
Среди известных воспитанников Юлыгина специалисты выделяют Курбана Бердыева, олимпийского чемпиона 1988 года Виктора Лосева, игрока сборной России Виктора Булатова.
Умер 26 апреля 2016 года на 81-м году жизни.